# Maloplodost třešně
Maloplodost třešně je virové onemocnění napadající především višně a třešně (Little cherry disease, LChD). Vyskytuje se celosvětově ve všech oblastech pěstování třešní. V České republice byly zjištěny ojedinělé výskyty této choroby na třešních i višních. Původce maloplodosti třešně je v EU a ČR regulovaným škodlivým organismem. Organismy napadené chorobou je zakázáno rozšiřovat na území EU.
Původcem choroby maloplodost třešně jsou dva viry čeledi Closteroviridae, virus maloplodosti třešně-1 (Little cherry virus-1, LChV-1) a virus maloplodosti třešně-2 (Little cherry virus-2, LChV-2). LChV-2 se řadí do rodu Ampelovirus, LChV-1 není zařazen do žádného rodu. LChV-2 je přenášen červcem javorovým, u viru LChV-1 není doposud znám žádný vektor. Oba viry se rovněž přenáší stejně jako ostatní rostlinné viry vegetativní cestou, především prostřednictvím množitelského materiálu. Zdrojem infekce ovocných odrůd třešní a višní jsou v oblastech výskytu červce javorového okrasné druhy třešní, zejména sakura ozdobná, které jsou infikovány bez projevu příznaků infekce. 

## Hostitel
Hostitelskými rostlinami jsou zejména třešně a višně (rod Prunus). Mezi hlavní přirozené hostitele patří okrasné druhy třešní a višní. 
- višeň vyříznutá (Prunus incisa)
- sakura ozdobná (Prunus serrulata)
- Prunus sieboldii
- třešeň chloupkatá (Prunus subhirtella)
- višeň jedoská (Prunus x yedoensis)
- střemcha Maackova (Prunus maackii)
- Prunus sargentii
- Prunus emarginata
- višeň turecká (Prunus mahaleb)
- višeň plstnatá (Prunus tomentosa)
- třešeň (Prunus avium)
- višeň (Prunus cerasus)

Ostatní ovocné druhy peckovin (meruňka, broskvoň, švestka a mandloň) nejsou známy jako hostitelské rostliny, dokonce se je ani nepodařilo pokusně infikovat.

## Výskyt
Maloplodost třešně se vyskytuje celosvětově ve všech oblastech pěstování třešní. V Evropě byla detekována v řadě zemí. V ČR byly zjištěny ojedinělé výskyty.

## Historie
Maloplodost třešně (Little cherry disease, LChD), byla v první polovině 20. století původcem naprosté devastace třešní v kanadské provincii Britská Kolumbie. Řadou pokusů byl potvrzen virový původ a zdroj infekce –  bezpříznakové okrasné třešně, sakury ozdobné (Prunus serrulata). Později byl potvrzen také přenašeč, červec javorový (Phenacoccus aceris). Wilks a Welsh (1964) ve své práci uvádějí, že mezi lety 1947 a 1962 onemocnělo chorobou v Britské Kolumbii přes 30 000 stromů. V Evropě byly větší ekonomické škody pozorovány pouze v severním Německu.
Ve 20. století propuklo onemocnění v třešňových výsadbách v severním Německu. V roce 1994 bylo registrováno 30 firem, u nichž bylo monitorováno přes 1200 stromů s příznaky. Doposud nebyl přenos hmyzím vektorem potvrzen, i když červec Phenacoccus aceris se zde běžně vyskytuje (Büttner et al. 1994). 

## Symptomy
Příznaky maloplodosti na plodech se intenzivně projevují pouze na některých odrůdách a míra jejich projevu je závislá také na použité podnoži a klimatických podmínkách. Projev příznaků na plodech podporují například nízké jarní teploty, velký vliv na snížení velikosti plodů má použitá podnož.
U citlivých odrůd dochází krátce před dozráním plodů k prudkému zpomalení vývoje plodů. Plody jsou malé, trojúhelníkovitého tvaru, zploštělé, na plochých stranách kožovité, špatně vybarvené, bez chuti. Mnoho jiných odrůd má projevy příznaků na plodech velmi mírné, jako např. 'Napoleonova'. Jsou pozorovány příznaky na višních, např. na odrůdě 'Montmorency' menší velikost a světlejší barva plodů.
Nezralé plody mohou viset na stromě i několik měsíců po ukončení období sklizňové zralosti. Napadené plody se mohou vyskytovat pouze na jedné větvi nebo části napadeného stromu. Typické pro chorobu jsou hlavně menší přírůstky a menší habitus napadené dřeviny. 

### Techniky detekce
Na některých odrůdách jsou viditelné také příznaky předčasného červenání listů, např. na odrůdách Sam, Van a Lapins. Červenofialové až bronzové zbarvení se projevuje zejména na nejstarších listech, počínaje červenáním mezižilkového pletiva. Objevuje se většinou po nástupu chladných nocí. 
Až do zavedení molekulárních technik byla jedinou dostupnou metodou detekce maloplodosti třešně metoda roubování a očkování na dřevinné indikátory. Nejpoužívanější jsou indikátory Sam a Canindex I, na jejichž listech se po přenosu projevují typické příznaky LChD. Při naroubování izolátů LChV-1 je projev příznaků na uvedených indikátorech ovšem buď velice slabý nebo dokonce žádný.

### Možná záměna
Menší velikost a slabší vybarvení plodů může být způsobeno jinou příčinou než virem maloplodosti třešně, např. namrznutím větví, nedostatkem zinku nebo naopak příliš velkou násadou plodů.

## Vývojový cyklus
Choroba se šíří od stromu ke stromu pomocí červcem javorového. Nejsou zde žádní jiní známí hmyzí přenašeči. Virus se také snadno přenáší všemi typy roubování. Přenos pylu, semen, v půdě nebo zahradnickými nástroji nebyl prokázán.

## Význam
U některých amerických temnoplodých kultivarů třešní, včetně odrůd 'Lambert', 'Sam' a 'Van', onemocnění způsobuje silné snížení velikosti plodů. V Britské Kolumbii (Kanada), v roce 1933 se výroba třešní snížila o zhruba 90% během 30 let (1949 – 1979).
V Evropě způsobuje virus škody především na citlivých odrůdách. Některé odrůdy neprojevují známky napadení.

## Ochrana rostlin

### Prevence
Použití kvalitního, zdravého materiálu z uznané sadby nejlépe evropského původu, upřednostnění výsadby méně citlivých odrůd.

### Ochrana při výskytu
V případě výskytu choroby je vhodná okamžitá likvidace napadených stromů, a při potvrzení původce LChV-2 také zavedení monitoringu červce javorového a na jeho základě pak i zvážení případných ochranných opatření proti šíření přenašeče. V sadech s nízkým výskytem červce obvykle dochází jen k velmi pomalému šíření choroby.